# Modelo de debate: Parlamento Británico

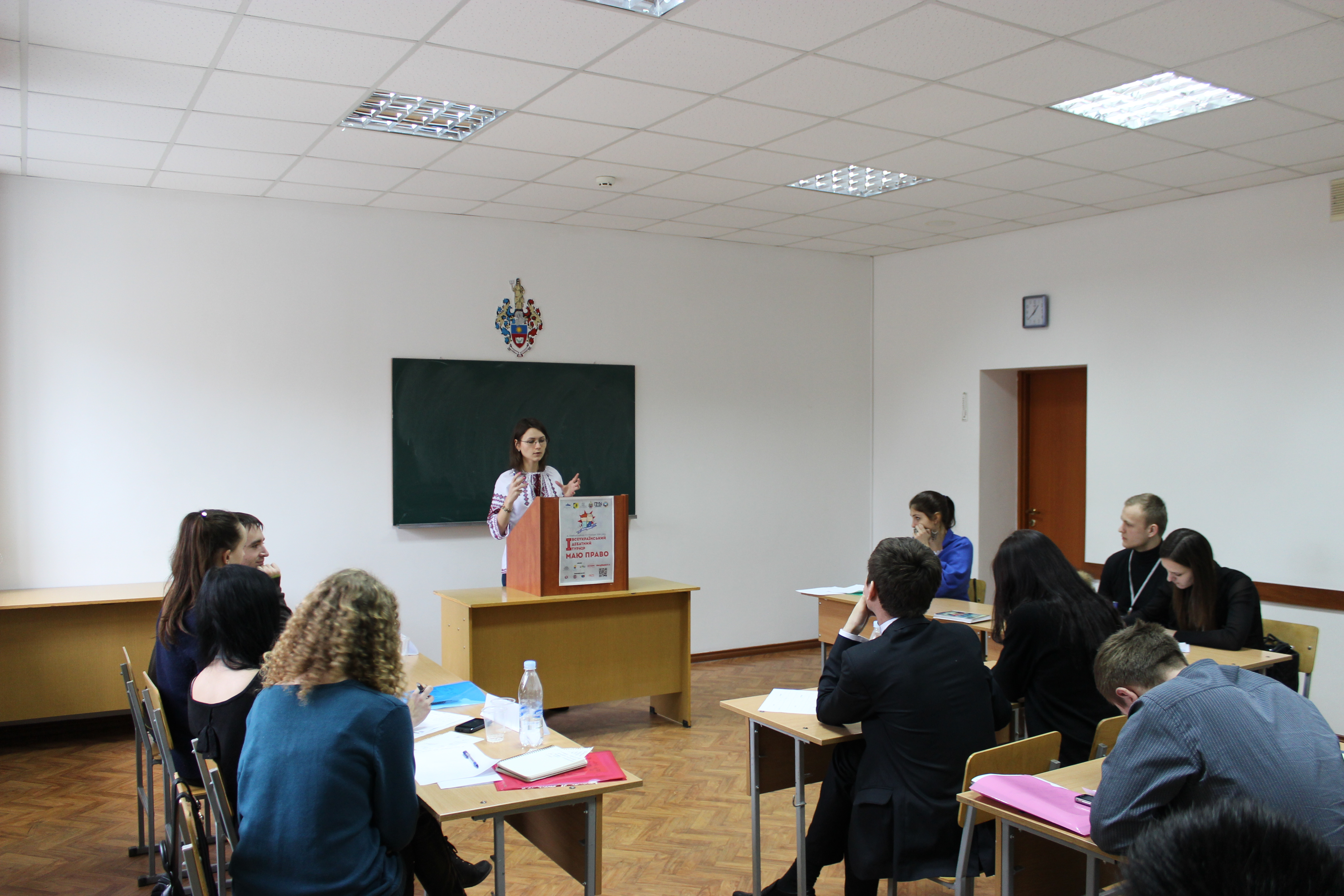
Competencia de debates en educación al estilo parlamentario británico, Khmelnytskyi, Ucrania.

El Modelo de debate Parlamento Británico o BP por sus siglas en inglés (British Parliamentary) es un popular formato competitivo de debate académico. Se trata de una modalidad que debe su denominación a la influencia del sistema parlamentario de Reino Unido, del que simula y toma prestadas algunas dinámicas, normas y conceptos. Tiene una fuerte tradición en países angloparlantes como el Reino Unido, Irlanda o Canadá, contando además con un arraigo creciente en diversas naciones del mundo hispanohablante, como Colombia, Paraguay, España o Perú, entre muchos otros países del planeta. En la misma línea que otros formatos de debate, el BP pretende fomentar la confrontación dialogada de ideas, el arte de la retórica persuasiva, la agilidad mental y el pensamiento crítico.
Se trata de un modelo de debate cuya identidad se asienta en una normativa muy específica y distintiva. Un debate BP cuenta con 8 participantes que se agrupan en 4 parejas, cada una de las cuales se constituye como una 'cámara'. Dos de las parejas debaten a favor de cierto tema o proposición, conformando la 'bancada de gobierno'; mientras que las 2 restantes argumentan en contra, constituyendo la 'bancada de oposición'. El debate se organiza por turnos y todas las parejas compiten entre ellas, incluso las que formen parte de una misma bancada. Además, a cada participante se le asigna, comúnmente por sorteo, un rol específico que varía según su cámara y bancada. Las intervenciones de los debatientes suelen durar entre cinco y siete minutos, siendo este último el tiempo más común en las grandes competiciones.
Sus diferencias con respecto a otras modalidades de debate son numerosas, siendo la más notable su ya detallada particularidad en cuanto a normas y estructura. Entrando más en profundidad, se distingue por priorizar el fondo del discurso (argumentación, lógica, mecanización) sobre la forma (oratoria, expresión corporal), por contar con un tiempo de preparación escaso (normalmente 15 minutos) y por adoptar una dinámica monologal donde las interrupciones son breves y ocasionales (se realizar generalmente en forma de 'puntos de información'). Todas estas especificidades funcionales y estructurales dotan al formato BP de un cariz único e inconfundible.
Se trata de un formato especialmente cultivado en el ámbito universitario. A nivel competitivo, los torneos suelen ser gestados, organizados e integrados por numerosas asociaciones y clubs nacidos en el seno de diferentes universidades. La competición BP más importante en el mundo angloparlante es el World Universities Debate Championship (WUDC). Su análogo en el mundo hispanoablante se conoce como Campeonato Mundial Universitario de Debate en Español (CMUDE), de periodicidad anual. Universidades de España, Colombia, Perú y Chile encabezan la clasificación histórica en esta cita competitiva global. 

## Terminología
Debido a que este estilo surgió del Parlamento Británico, los dos lados son llamados Gobierno (más comúnmente llamado Proposición en el Reino Unido y Oposición). Los participantes son llamados:
1. Apertura del Gobierno (Cámara Alta de Gobierno):
  1. Primer ministro
  2. Vice Primer ministro
2. Apertura de la Oposición  (Cámara Alta de Oposición):
  1. Líder de la Oposición
  2. Vice líder de la Oposición
3. Cierre del Gobierno (Cámara Baja de Gobierno):
  1. Extensionista del Gobierno
  2. Látigo del Gobierno
4. Cierre de la Oposición (Cámara Baja de Oposición):
  1. Extensionista de la Oposición
  2. Látigo de la Oposición

El derecho de palabra se alterna entre los dos sectores, y el orden del debate es el siguiente:
1. Primer ministro
2. Líder de la Oposición
3. Vice Primer Ministro
4. Vice líder de la Oposición
5. Extensionista del Gobierno
6. Extensionista de la Oposición
7. Látigo del Gobierno
8. Látigo de la Oposición

## Nociones Básicas
Moción:
Es el tema que será discutido. Puede estar formulado como pregunta o no. Ejemplo: Esta casa sancionaría el incesto ¿Debe aplicarse un toque de queda para menores de edad?
Proposición:
Es el enunciado afirmativo o negativo que muestra la posición asumida frente a la moción. Ejemplo. Esta casa no sancionaría el incesto.
Argumentos:
Es la justificación dada a una posición concreta. Para aumentar el nivel de persuasión deben elaborarse en el siguiente orden: Afirmación + Razón + Ejemplo
Ejemplo: El toque de queda nocturno para menores de edad es una medida que los protege contra diferentes peligros, porque en esas horas la venta de drogas aumenta, los robos, los homicidios, las violaciones y los secuestros. Así, las cifras de violencia en la ciudad de Bogotá indican que, bajo el abrigo de la noche, la delincuencia aumenta vertiginosamente.
Refutación:
Es la presentación de un argumento llamado a controvertir o refutar una afirmación dada por la contraparte. Para aumentar el nivel de persuasión deben elaborarse en el siguiente orden: Contra - Afirmación + Contra - Razón + Contra - Ejemplo
Ejemplo: El toque de queda nocturno para menores de edad no es una medida que los proteja totalmente contra diferentes peligros, porque aún permaneciendo en sus casas pueden ser víctimas de secuestros, violaciones, robos y consumo de drogas. Las cifras de violencia indican que, incluso en sus hogares, los menores están en grave peligro de ser atacados por delincuentes.
Casa de Gobierno:
Es el equipo que apoya la moción. Siempre está situado a la derecha.
Casa de la Oposición:
Es el equipo que va en contra de la moción. Siempre está situado a la izquierda.
Cámara:
Es una de las dos parejas que forma un equipo (Oposición o Gobierno).

## Puntos de Información
Este modelo permite que todos los debatientes presenten "Puntos de Información" (POIs por sus siglas en inglés) a sus contrincantes, y se aconseja a los oradores recibir al menos dos durante su discurso. Los POIs son importantes en el modelo Parlamento Británico, ya que permite a las dos primeras cámaras mantener su relevancia durante el desarrollo del debate, refutar los nuevos argumentos y a las dos últimas cámaras pueden introducir sus argumentos de forma temprana en el debate. El primero y el último minuto de cada participante es considerado tiempo protegido, durante el cual no se pueden solicitar POI's.

## Competencias en modelo BP (en español)
La máxima competencia de debate en español es el Campeonato Mundial Universitario de Debate en Español (CMUDE), con más de 320 participantes de 20 países distintos participando.En 2024 el CMUDE se realizó en Medelin, Colombia, mientras la próxima versión de este certamen se hará en República Dominicana en 2025. Destacan también concursos internacionales como el Torneo Interuniversitario de Debate (ToDI) y el Campeonato Panamericano de Debate (En su sección en español). De igual forma en países como España, Colombia, Perú y México se realizan concursos nacionales de debate en este formato. Así mismo, existen también torneos virtuales de debate que se realizan anualmente.